# Calymmaderus amoenus
Calymmaderus amoenus là một loài bọ cánh cứng thuộc chi Calymmaderus trong họ Ptinidae.